# Wyndham Gittens
Wyndham Gittens, de son vrai nom Herbert Wyndham-Gittens, est un scénariste et réalisateur américain, né le 7 février 1885 à la Barbade (Petites Antilles) et mort le 18 juin 1967 à Dunedin (Floride).

## Filmographie partielle

### comme réalisateur
- 1917 : The Ship of Doom
- 1918 : Me Und Gott
- 1919 : Give and Take
- 1938 : Forbidden Valley

### comme scénariste
- 1917 : The Ship of Doom
- 1918 : Me Und Gott
- 1921 : The Foolish Matrons
- 1922 : Lorna Doone
- 1923 : Can a Woman Love Twice?
- 1923 : Daytime Wives
- 1923 : Desert Driven
- 1923 : Itching Palms
- 1924 : Alimony
- 1924 : Daring Chances
- 1924 : Big Timber
- 1924 : The Measure of a Man (en) d'Arthur Rosson
- 1924 : The Sunset Trail
- 1924 : The Western Wallop
- 1925 : Don Dare Devil
- 1925 : La Caverne tragique (The Everlasting Whisper) de John G. Blystone
- 1925 : Greater Than a Crown
- 1926 : The Lodge in the Wilderness
- 1926 : Out of the West
- 1926 :  La puissance des faibles (en) (The Power of the Weak) de William James Craft
- 1926 : Western Pluck
- 1927 : Land of the Lawless  de Tom Buckingham
- 1927 : Pretty Clothes
- 1927 : Stranded
- 1928 : Crashing Through (en) de Tom Buckingham
- 1928 : Hey Rube!
- 1928 : Marry the Girl
- 1928 : Terror Mountain
- 1928 : Tropic Madness
- 1929 : The Red Sword (en)
- 1930 : The Phantom of the West de D. Ross Lederman
- 1931 : The Galloping Ghost (serial)
- 1931 : Le Roi de la jungle (King of the Wild) de B. Reeves Eason et Richard Thorpe
- 1934 : Burn-'Em-Up Barnes
- 1936 : Ghost Patrol
- 1938 : Rocket Ship
- 1938 : Mars Attacks the World
- 1938 : Forbidden Valley
- 1941 : The Medico of Painted Springs (en) de Lambert Hillyer
- 1942 : Pardon My Gun